# Joux
Cet article possède des paronymes, voir Jougne et Jouhe.
Pour les articles homonymes, voir Joux.
Joux est une commune française, située dans le département du Rhône en région Auvergne-Rhône-Alpes.

## Géographie
Joux est un village de 670 habitants (recensement de 2014), faisant partie du département du Rhône (Région Rhône-Alpes). Le village est situé à 5 kilomètres de la ville de Tarare, chef-lieu du canton dont Joux fait partie, à 50 km de Lyon et à 37 km de Roanne. Sa superficie est de 2 518 hectares. Les communes limitrophes de la commune sont Violay, Saint-Marcel-l'Éclairé, Tarare, Les Sauvages, Machézal, Saint-Cyr-de-Valorges.
C'est à Joux que prend naissance la rivière Turdine, l'un des sous-affluents de la Saône, au pied du col du Pin Bouchain. Parmi les affluents de la Turdine sur la commune, on trouve le Charveyron.
La Turdine approvisionne en eau le barrage de Joux, plus gros ouvrage hydrologique du canton de Tarare, et situé sur le territoire de la commune.
Parmi les autres rivières de la commune, on citera le Boussuivre, qui prend naissance en contrebas du mont éponyme, non loin de la Tour Matagrin sur la commune de Violay dans la Loire.
Le village compte de nombreux hameaux, dont les plus importants sont Arcy, le Chadier et la Pimpia.

### Climat
Pour des articles plus généraux, voir Climat d'Auvergne-Rhône-Alpes et Climat du Rhône.
En 2010, le climat de la commune est de type climat des marges montargnardes, selon une étude du Centre national de la recherche scientifique s'appuyant sur une série de données couvrant la période 1971-2000. En 2020, Météo-France publie une typologie des climats de la France métropolitaine dans laquelle la commune est exposée à un climat de montagne ou de marges de montagne et est dans la région climatique  Nord-est du Massif Central, caractérisée par une pluviométrie annuelle de 800 à 1 200 mm, bien répartie dans l’année. 
Pour la période 1971-2000, la température annuelle moyenne est de 10,2 °C, avec une amplitude thermique annuelle de 16,5 °C. Le cumul annuel moyen de précipitations est de 879 mm, avec 10,3 jours de précipitations en janvier et 7,4 jours en juillet. Pour la période 1991-2020, la température moyenne annuelle observée sur la station météorologique de Météo-France la plus proche, « Les Sauvages », sur la commune des Sauvages à 4 km à vol d'oiseau, est de 9,7 °C et le cumul annuel moyen de précipitations est de 941,6 mm,. Pour l'avenir, les paramètres climatiques de la commune estimés pour 2050 selon différents scénarios d'émission de gaz à effet de serre sont consultables sur un site dédié publié par Météo-France en novembre 2022.

## Urbanisme

### Typologie
Au 1er janvier 2024, Joux est catégorisée commune rurale à habitat dispersé, selon la nouvelle grille communale de densité à sept niveaux définie par l'Insee en 2022.
Elle est située hors unité urbaine. Par ailleurs la commune fait partie de l'aire d'attraction de Tarare, dont elle est une commune de la couronne,. Cette aire, qui regroupe 6 communes, est catégorisée dans les aires de moins de 50 000 habitants,.

### Occupation des sols
L'occupation des sols de la commune, telle qu'elle ressort de la base de données européenne d’occupation biophysique des sols Corine Land Cover (CLC), est marquée par l'importance des forêts et milieux semi-naturels (51,5 % en 2018), en diminution par rapport à 1990 (53,1 %). La répartition détaillée en 2018 est la suivante : forêts (50,3 %), prairies (38,3 %), zones agricoles hétérogènes (4,9 %), zones industrielles ou commerciales et réseaux de communication (3,1 %), terres arables (2,2 %), milieux à végétation arbustive et/ou herbacée (1,1 %). L'évolution de l’occupation des sols de la commune et de ses infrastructures peut être observée sur les différentes représentations cartographiques du territoire : la carte de Cassini (XVIIIe siècle), la carte d'état-major (1820-1866) et les cartes ou photos aériennes de l'IGN pour la période actuelle (1950 à aujourd'hui).

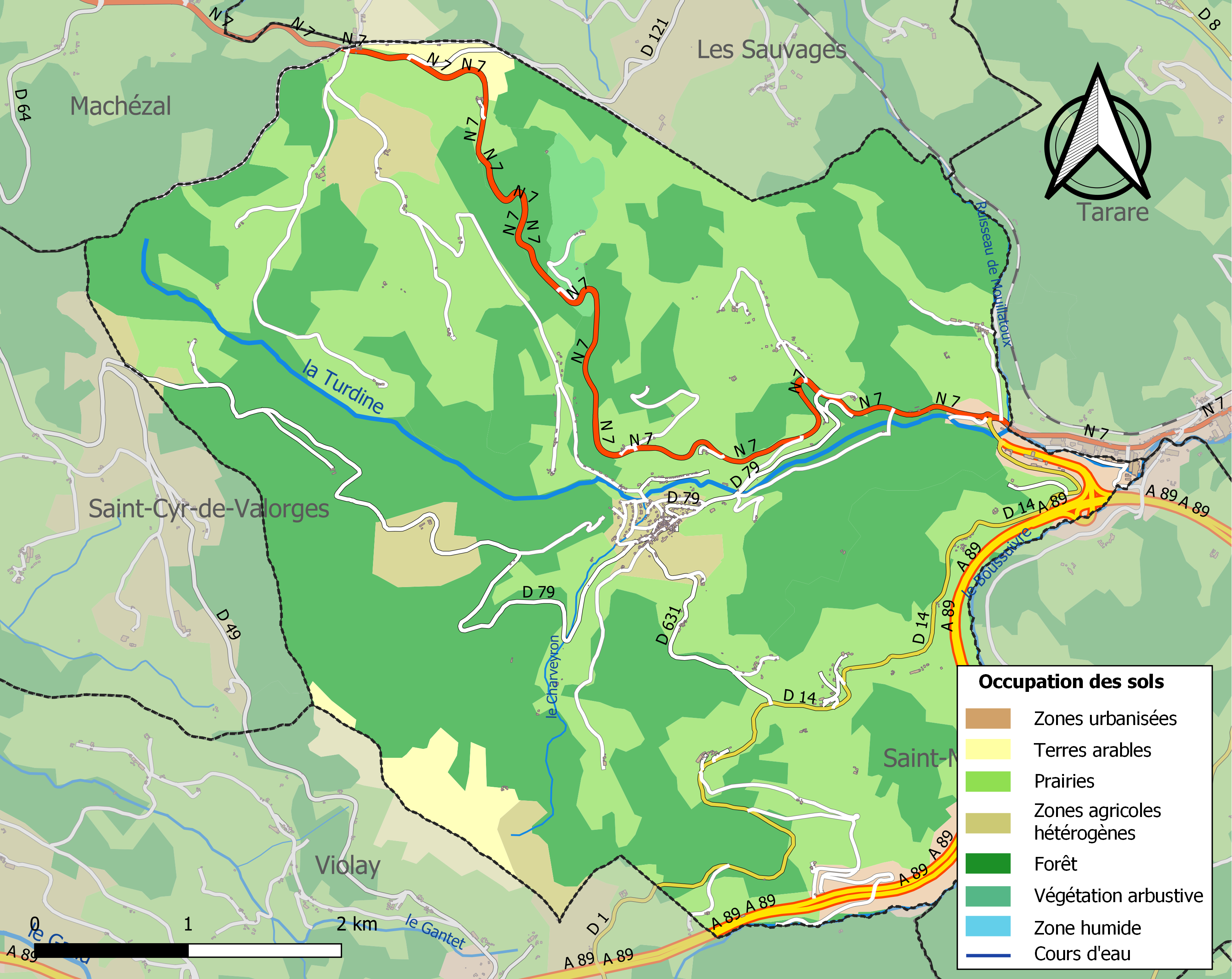
Carte des infrastructures et de l'occupation des sols de la commune en 2018 (CLC).

## Toponymie
Pour certains, le nom Joux proviendrait de Jove, ou d'Araara Jovis, ce qui, en dialecte dérivé du latin, signifie « autel de Jupiter ». Cela voudrait dire qu'un autel y fut dressé à l'époque gallo-romaine. D’autres y voient une contraction de juria, « forêt », d'autres encore jugum, « sommet de colline » et certains, y voyant une origine celte, précisent que ce sommet aurait pu être boisé en sapins. La commune s'est par la suite nommée Jo, Joz, puis Joux-sur-Tarare.
Elle est peut-être désignée sous le nom de Jocus en 960 et alors qualifiée de villa.

## Histoire
La commune prend de l'importance au Moyen Âge, où mention est faite dès le XIe siècle dans une charte de l'abbaye de Savigny datée de 1088. Cet acte rapporte qu'Aymon de Lay donnait à l’abbaye l'église de Joux et lui proposait d'acheter ses dépendances, dîmes, terres et annexes.
En 1243, un certain Guillaume de Joux abandonnait sa viguerie à Humbert V de Beaujeu. Joux relevait alors probablement du Forez et ne devint beaujolaise que lors du partage de 1273, partage qui scindait à nouveau le Forez et le Beaujolais. Alors qualifiée de castrum, Joux fut tenue en franc-alleu jusqu'en 1324 date à laquelle elle fut inféodée duc de Bourbon. Plus tard (1412), l’hommage fut transporté au roi.
Baronnie dès le XIVe siècle elle fut aux mains des Beaujeu, puis successivement à celles des familles de Vienne et de Villeneuve. Elle s’étendait alors sur les paroisses de Joux, d'Affoux, de Saint-Marcel-l'Éclairé, d'une partie de Violay et de Saint-Forgeux ainsi qu'une partie des Sauvages. Les descendants furent les familles de Pomey, de Cotton, de la Font, et Ruyneau de Saint-George.
La commune, après avoir connu une décroissance démographique au cours du XXe siècle, s'est repeuplée à la fin de celui-ci.

## Héraldique
| Blason de Joux | Les armes de Joux se blasonnent ainsi : D'or au lion de sable, au bâton de gueules brochant sur le tout. |

## Politique et administration

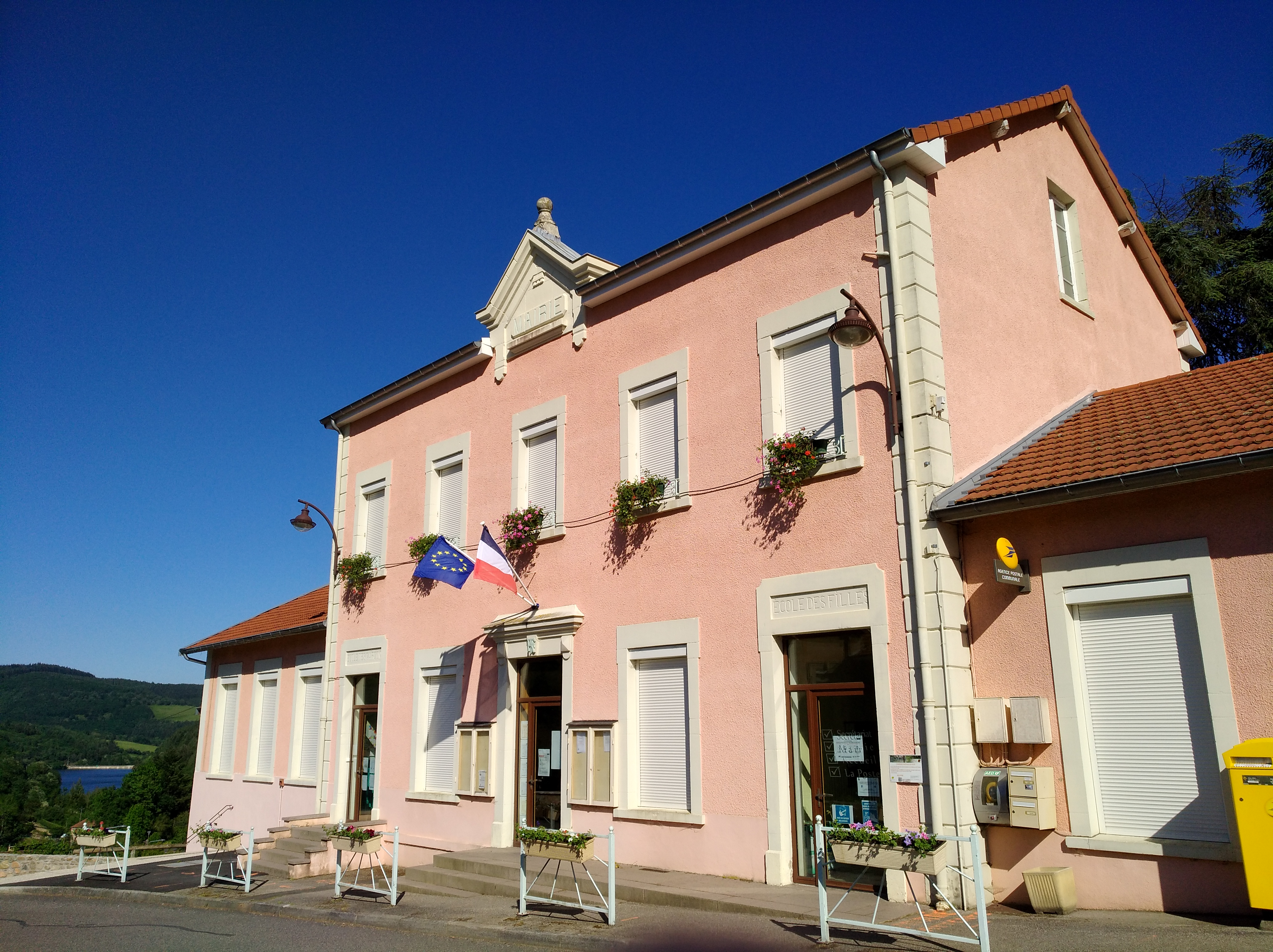
Mairie.

| Période                                  | Période  | Identité                         | Étiquette | Qualité |
| ---------------------------------------- | -------- | -------------------------------- | --------- | ------- |
| 1983                                     | 1999     | Jacques Ruyneau de Saint Georges |           |         |
| 1999                                     | 2001     | Pierre Pézieux                   |           |         |
| 2001                                     | 2020     | Guy Hofstetter                   |           |         |
| 2020                                     | en cours | Nadine Noyel                     |           |         |
| Les données manquantes sont à compléter. |          |                                  |           |         |

## Population et société

### Démographie
L'évolution du nombre d'habitants est connue à travers les recensements de la population effectués dans la commune depuis 1793. Pour les communes de moins de 10 000 habitants, une enquête de recensement portant sur toute la population est réalisée tous les cinq ans, les populations de référence des années intermédiaires étant quant à elles estimées par interpolation ou extrapolation. Pour la commune, le premier recensement exhaustif entrant dans le cadre du nouveau dispositif a été réalisé en 2005.

En 2022, la commune comptait 753 habitants, en évolution de +10,25 % par rapport à 2016 (Rhône : +3,93 %, France hors Mayotte : +2,11 %).
| 1793  | 1800  | 1806  | 1821  | 1831  | 1836  | 1841  | 1846  | 1851  |
| ----- | ----- | ----- | ----- | ----- | ----- | ----- | ----- | ----- |
| 1 251 | 1 179 | 1 187 | 1 351 | 1 376 | 1 394 | 1 380 | 1 416 | 1 421 |

| 1856  | 1861  | 1866  | 1872  | 1876  | 1881  | 1886  | 1891  | 1896  |
| ----- | ----- | ----- | ----- | ----- | ----- | ----- | ----- | ----- |
| 1 499 | 1 414 | 1 431 | 1 338 | 1 276 | 1 184 | 1 144 | 1 046 | 1 011 |

| 1901 | 1906 | 1911 | 1921 | 1926 | 1931 | 1936 | 1946 | 1954 |
| ---- | ---- | ---- | ---- | ---- | ---- | ---- | ---- | ---- |
| 967  | 961  | 894  | 714  | 679  | 626  | 602  | 508  | 489  |

| 1962 | 1968 | 1975 | 1982 | 1990 | 1999 | 2005 | 2006 | 2010 |
| ---- | ---- | ---- | ---- | ---- | ---- | ---- | ---- | ---- |
| 492  | 434  | 376  | 456  | 512  | 605  | 653  | 657  | 662  |

| 2015 | 2020 | 2022 | - | - | - | - | - | - |
| ---- | ---- | ---- | - | - | - | - | - | - |
| 682  | 756  | 753  | - | - | - | - | - | - |

### Enseignement
La commune de Joux abrite une école, dont les élèves sont répartis en 4 classes (environ 80 élèves)

### Culture
Joux est un village qui abrite ou qui a abrité bon nombre de musiciens et membres de groupes.
Pour en citer quelques-uns : Louis Hofstetter, Monsieur Timide, Maux Mots, BTR, Selma, Mok, LeX, What About Your Sister, Les Frapading', Bloody Mary, Le Chat qui Louche, Le francisco verpa's band, Tombés du Ciel, No Square, Hôpital Clou, Planète.com, Black Birds, Les Racines Tortue, etc.

### Festivités
- La fête des classes, anciennement fête des conscrits a lieu chaque année le jeudi de l'ascension. Après celle-ci, les classards portent généralement les gaufres aux habitants du village.
- Le Chant du Mai, est effectué chaque année dans la nuit du 30 avril au 1er mai. Des groupes d'habitants vont chanter sous les fenêtres des maisons du village, et reçoivent en échange des œufs.
- La fête patronale était anciennement fixée au 15 août. Dès 1957, la fête du Tilleul lui succède tous les deux ans, jusqu'en 1995. Entre ces deux dates, elle est fixée au dernier week-end du mois de juillet. Les dernières fêtes du Tilleul de 1989, 1991, 1993, 1995 donnèrent lieu à des défilés costumés. En 2003 et 2005, eurent lieu d'autres fêtes, qui ne prirent néanmoins pas l'appellation de "fête du tilleul". En 1999, 2001 et 2006 eurent lieu des intravillages, qui opposèrent quatre équipes, Boussuivre, Le Château, La Chapelle et Le Barrage, du nom des lieux et monuments marquants du village.
- Les foux de Joux est un festival rock programmé chaque année entre septembre et décembre, organisé par l'association Monkey Prod, à la salle des fêtes de Joux.

### Santé
La commune est située à 5 kilomètres seulement du premier hôpital, à savoir le centre hospitalier de Tarare. Néanmoins, depuis la fermeture de la maternité de Tarare dans les années 2000, les maternités les plus proches sont situées à Villefranche-sur-Saône, Roanne, et Ecully.

### Sports
La commune possède quelques infrastructures sportives, et notamment un terrain de basket et un terrain de tennis. Plusieurs clubs sportifs virent le jour dans les années 1980-1990, dont le Joux Athletic Club, et le Club de Tennis de Joux.

### Environnement
Joux, la commune la plus étendue du canton de Tarare, abrite de nombreuses forêts, notamment de conifères. L'arrivée de l'autoroute A89 a modifié en profondeur l'aspect d'une de ses vallées naturelles, la vallée du Boussuivre - du nom d'un ruisseau qui prend sa source sur les contrebas de la tour Matagrin.

## Culture locale et patrimoine

### Lieux et monuments

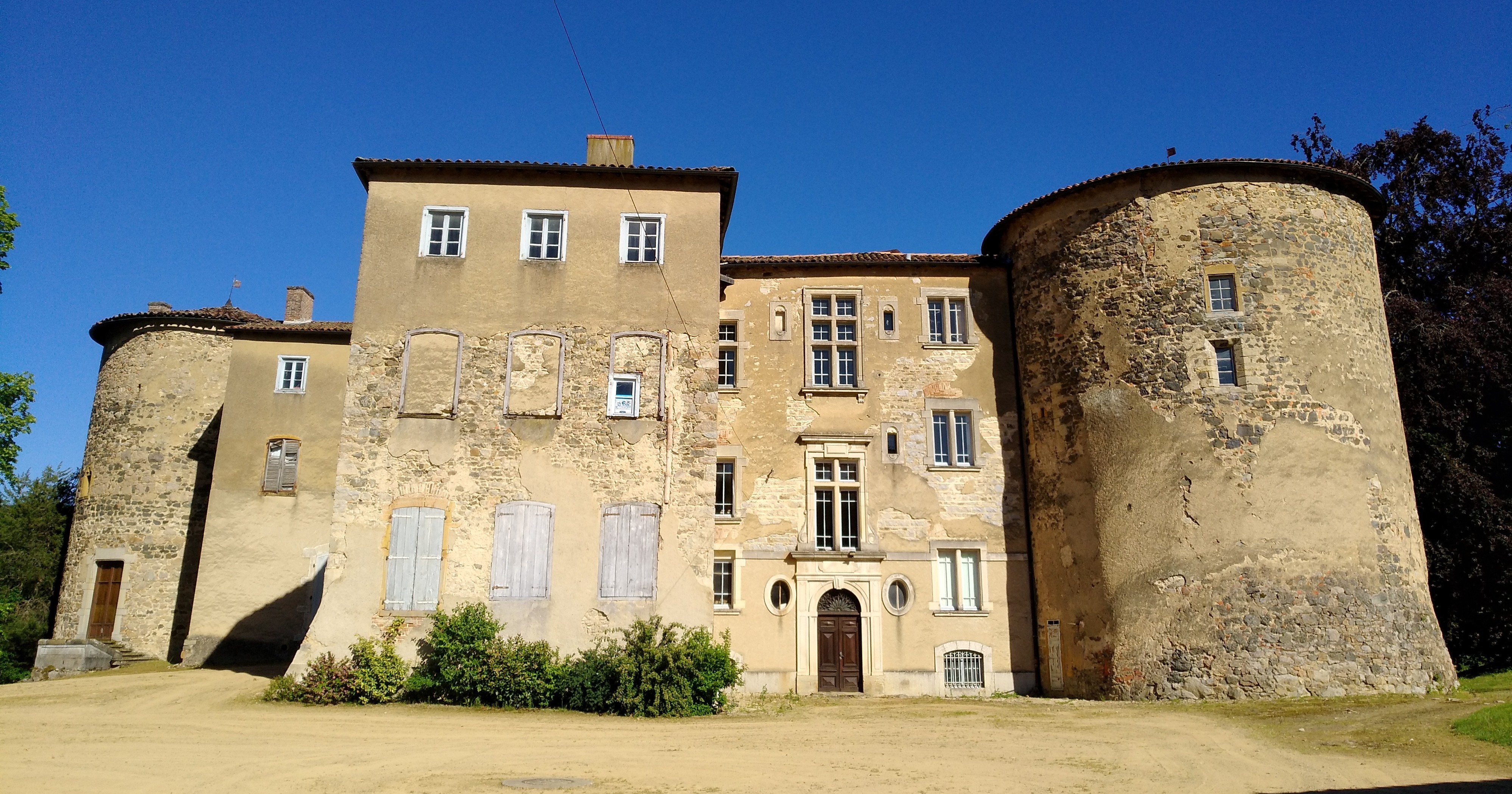
Le château.

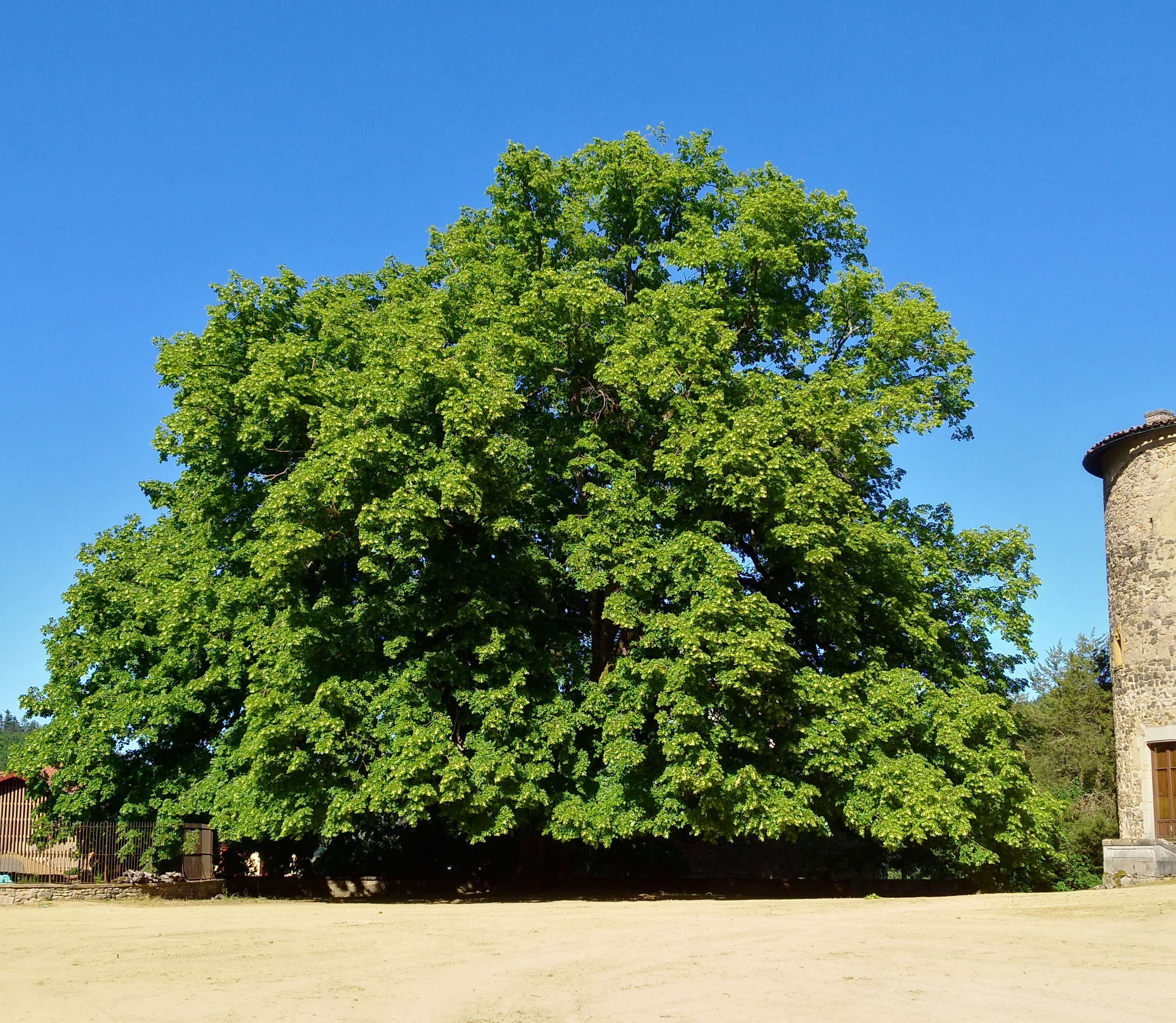
Le tilleul.

La commune comprend plusieurs monuments remarquables.
- Le château de Joux (45° 53′ 12″ N, 4° 22′ 20″ E)

Château du Moyen Âge, il est propriété de la famille Ruyneau de Saint-Georges. Sa date de construction est encore inconnue. La première mention d'un château apparaît dans un document de 1273 mais cet édifice aurait pu être démoli pour être reconstruit par la suite (XIVe siècle). Il a été remanié à la Renaissance et au XVIIIe siècle.
- Le tilleul

Vénérable tilleul de Sully (arbres plantés partout en France à la demande du ministre d'Henri IV), au diamètre imposant, situé dans l'enceinte du château de Joux, il apparaît déjà sur un plan de 1720.
- La route Napoléon

La route Napoléon emprunte le territoire de la commune, au nord. Elle correspond par certains endroits aux tracés des anciennes voies romaine et royale. La partie la plus accessible peut s'emprunter du lieu-dit la Chapelle pour déboucher au lieu-dit du Pied de la Montagne  sur l'actuelle nationale 7. 
- Le barrage de Joux

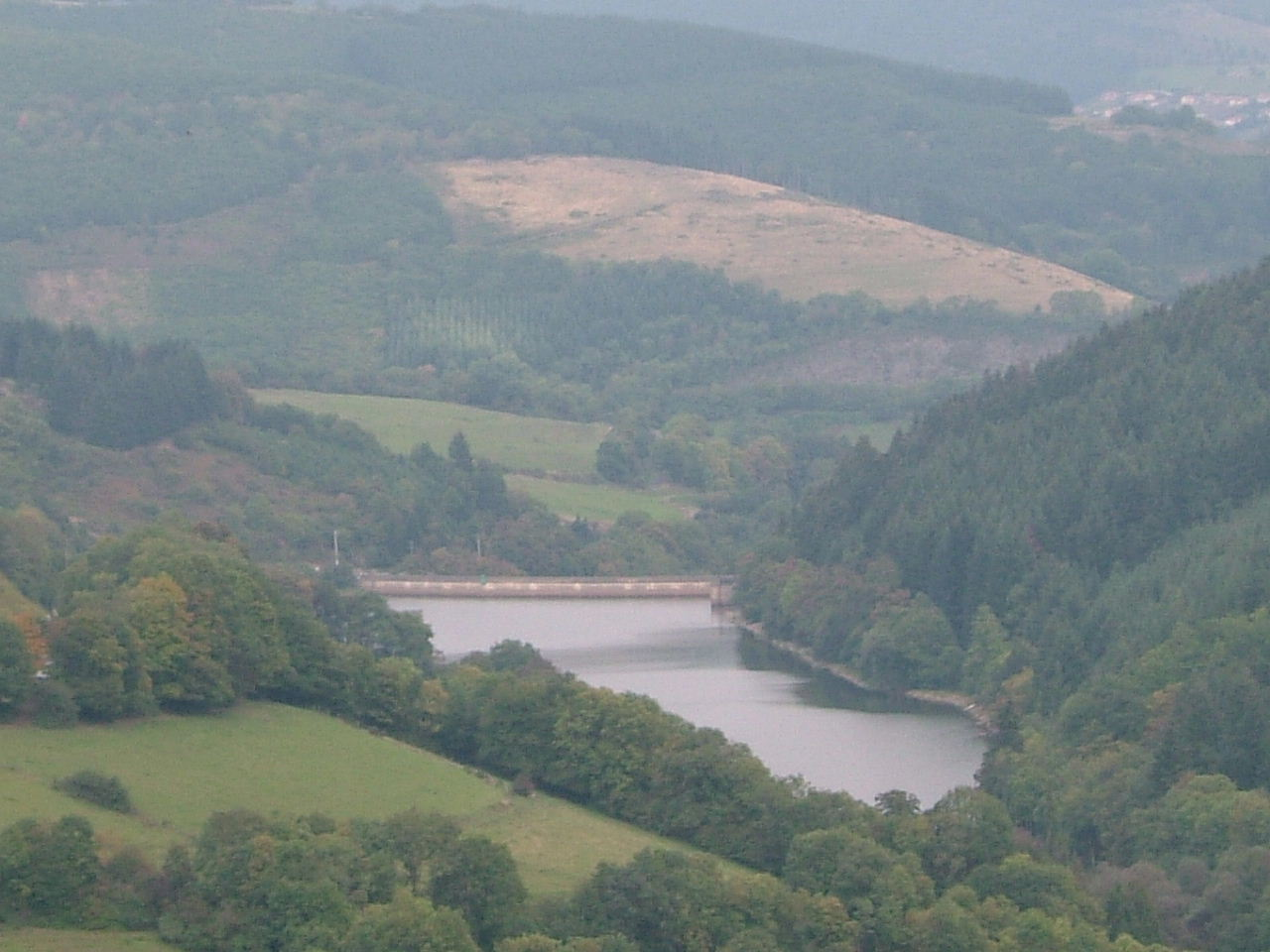
Vue lointaine du barrage de Joux.

Le barrage de Joux est situé en amont du village et approvisionne en eau les industries tarariennes. Sa première pierre fut posée en 1901. L'ouvrage fut inauguré en 1905. En 2005, eurent lieu les célébrations de son centenaire. 
- Monument de Madeleine de France

Au hameau de la Chapelle, situé sur le col du Pin Bouchain (727 mètres), on trouve un monument commémoratif de la rencontre en 1536 de François Ier et du roi d'Écosse Jacques V. Ce dernier avait alors demandé la main de Madeleine de France, la troisième fille du roi de France.
- La chapelle de la Salette

Construite après la guerre de 1870, elle est dédiée à Notre-Dame de la Salette. Les habitants de Joux s'étaient promis de faire construire l'édifice si Joux était épargnée des Prussiens, ce qui fut le cas, la paix ayant été signée avant leur arrivée.
- Les mines

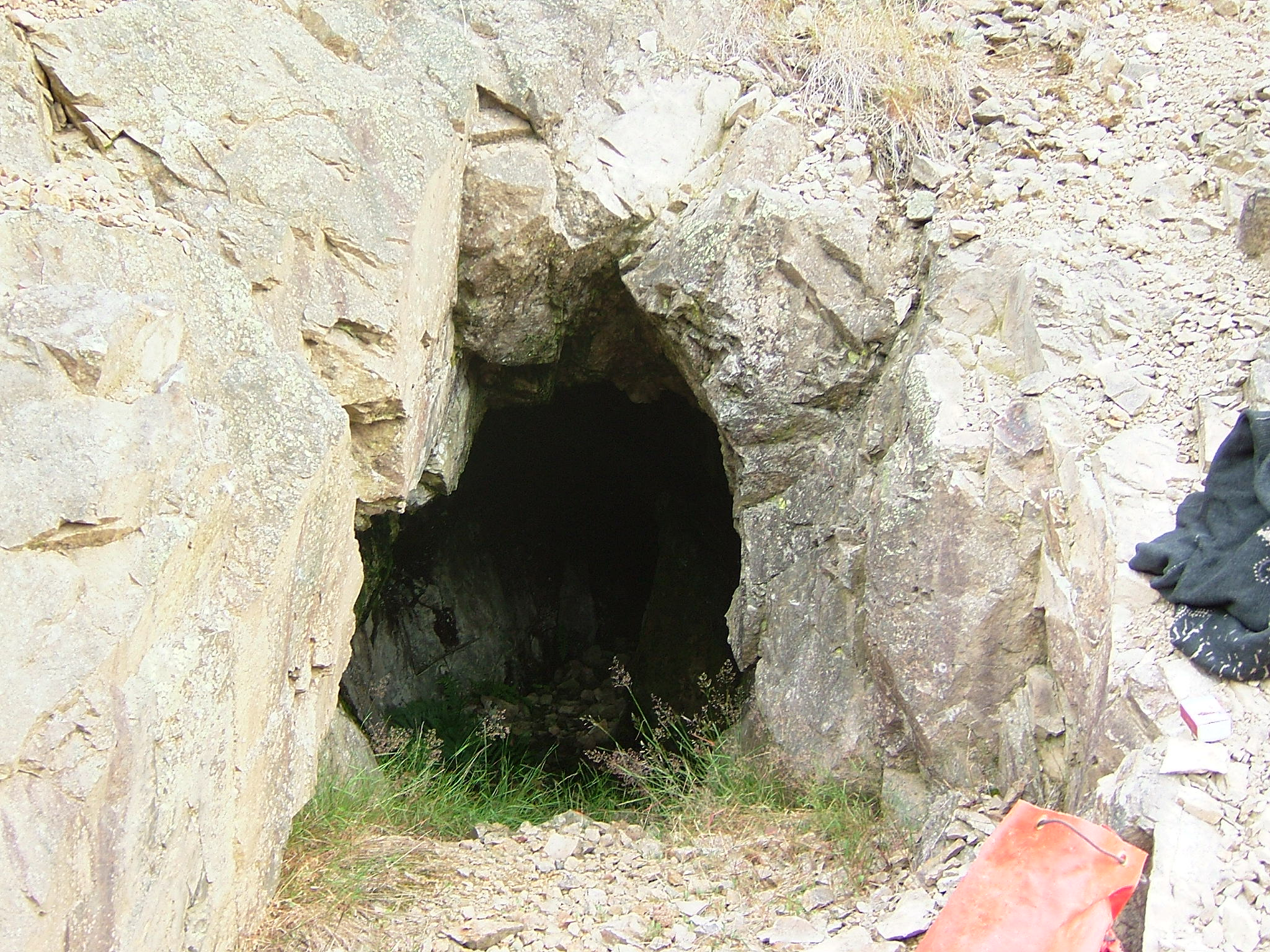
Entrée d'une des mines de Jacques Cœur.

Des mines de plomb furent exploitées au XVe siècle par Jacques Cœur. Les plus connues de ces mines sont situées en aval de la route départementale reliant Joux à Saint-Cyr-de-Valorges. D'autres existent en amont de la vallée de Boussuivre.